# Chemin de l'Abbaye
Le chemin de l'Abbaye est une voie située dans le 16e arrondissement de Paris, en France.

## Situation et accès
Elle se trouve dans le bois de Boulogne.

## Origine du nom
Ce chemin, visible sur le plan de Roussel était autrefois appelé chaussée de l'abbaye. Ce nom fait référence à l'abbaye royale de Longchamp, un monastère installé à ce niveau du bois de Boulogne, fondé en 1255 et disparu à la Révolution.

## Historique

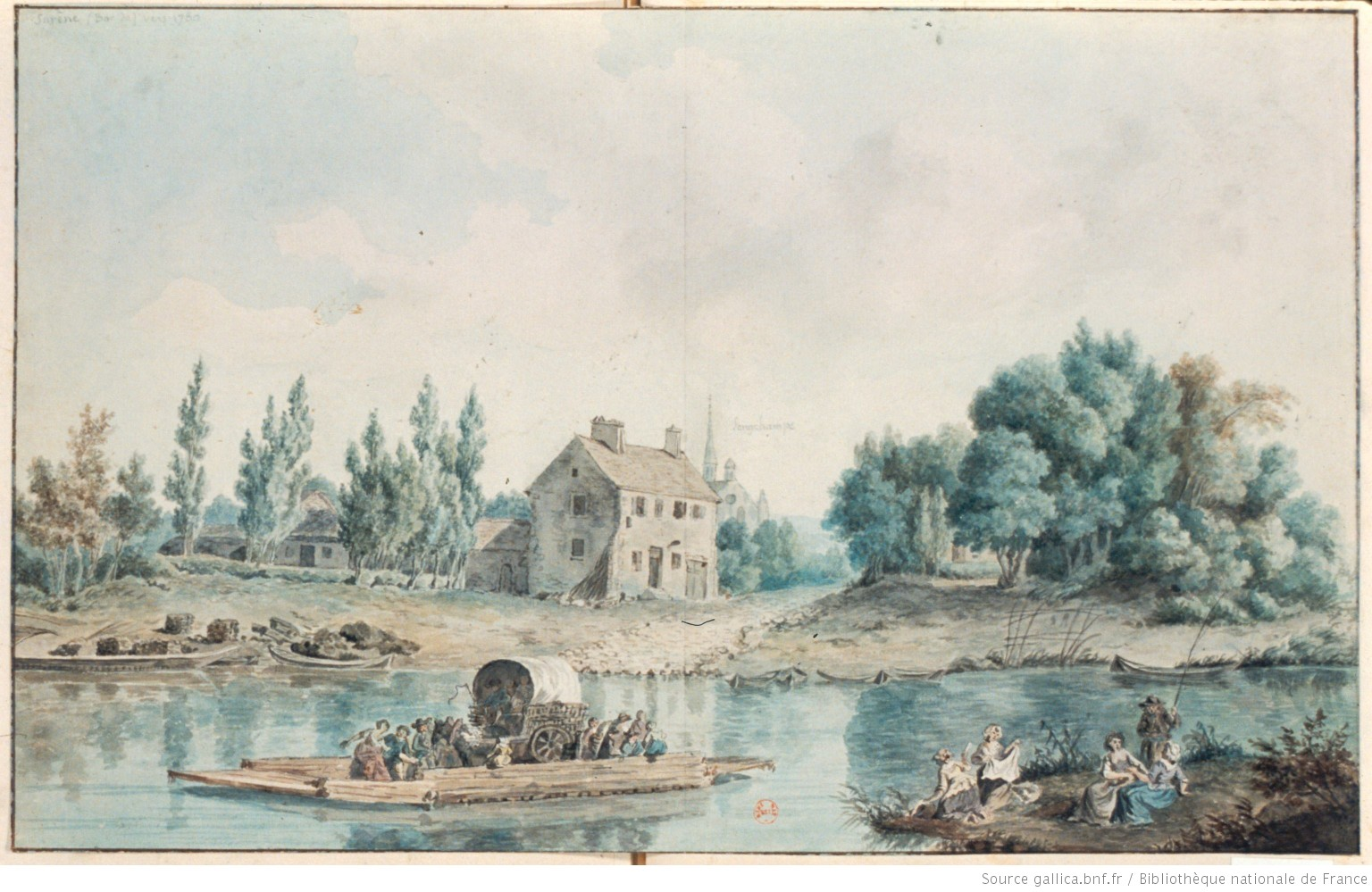
Longchamp, bac de Suresnes. Dessin du XVIII.

Ce chemin menait de l'abbaye à la Seine, d'où le bac de Suresnes menait à la rue du Bac à Suresnes. Tombé en désuétude, il disparaît en 1837 au profit du pont de Suresnes, construit plus au sud au siècle suivant.